# Diplazium chocoense
Diplazium chocoense är en majbräkenväxtart som först beskrevs av José Jéronimo Triana och som fick sitt nu gällande namn av Georg Hans Emmo Wolfgang Hieronymus.
Diplazium chocoense ingår i släktet Diplazium och familjen Athyriaceae. Inga underarter finns listade i Catalogue of Life.